# Jack (babuino)
Jack (fallecido en 1890) era un babuino chacma que alcanzó cierta fama por actuar como asistente de un señalizador ferroviario discapacitado en Sudáfrica .

## Historia
Jack era la mascota y asistente del señalero con amputación de ambas piernas James Wide, que trabajaba para el servicio de trenes de Ciudad del Cabo-Port Elizabeth. James "Jumper" Wide era conocido por saltar entre vagones hasta un accidente en el que se cayó y perdió ambas piernas. Para ayudarlo en el desempeño de sus funciones, Wide compró el babuino llamado Jack en 1881 y lo entrenó para empujar su silla de ruedas y operar las señales de ferrocarril bajo supervisión.
Se inició una investigación oficial después de que un miembro preocupado del público informara que se observó a un babuino cambiando las señales de ferrocarril en Uitenhage, cerca de Port Elizabeth .
Después del escepticismo inicial, la empresa de ferrocarriles decidió contratar oficialmente a Jack una vez que se verificó su competencia en el trabajo. Al babuino se le pagaba veinte centavos al día y media botella de cerveza a la semana. Se informa ampliamente que en sus nueve años de empleo en la compañía ferroviaria, Jack nunca cometió un solo error.
Después de nueve años de servicio, Jack murió de tuberculosis en 1890. El cráneo de Jack está en la colección del Museo Albany en Grahamstown.